# EADS Mako HEAT
L'avion militaire d'EADS Mako HEAT (pour High Energy Advanced Trainer) est un projet abandonné d'avion d'entraînement à hautes performances, prévu pour servir dans différentes forces aériennes européennes. Les sous-traitants sont Aermacchi (aujourd'hui Leonardo), Saab et Dassault.

## Caractéristiques
General Electric aurait fourni le moteur F414M, un dérivé du F414 (puissance de 75 kN). Il aurait dû être assemblé par Volvo, qui assemble une version du F404, moteur similaire qui équipe l'avion de chasse Saab Gripen. Au départ, EADS désirait utiliser l'Eurojet EJ200, avant d'y renoncer. Une version monoplace d'avion d'attaque léger était prévue.

## Historique
Le programme a été lancé à la fin des années 1990. Les premiers clients auraient dû être la France, l'Allemagne, l'Espagne, l'Italie, la Finlande, la Grèce, la Suède et les Émirats arabes unis qui s'est joint à celui-ci en novembre 1999. Cet avion est le résultat du projet AT-2000.
Le Mako HEAT aurait dû être déployé sur trois bases communes sur le continent européen, pour être utilisé par tous les partenaires. Il y a neuf bases candidates, dans sept pays, mais fin 2004 la sélection n'était pas encore faite et il est considéré comme abandonné après que les Émirats arabes unis ont quitté le projet en 2009, créant un déficit de financement, sans qu'aucun prototype ne soit construit.